# 帝國製糖廠臺中營業所
24°08′16″N 120°41′32″E / 24.137776°N 120.692218°E

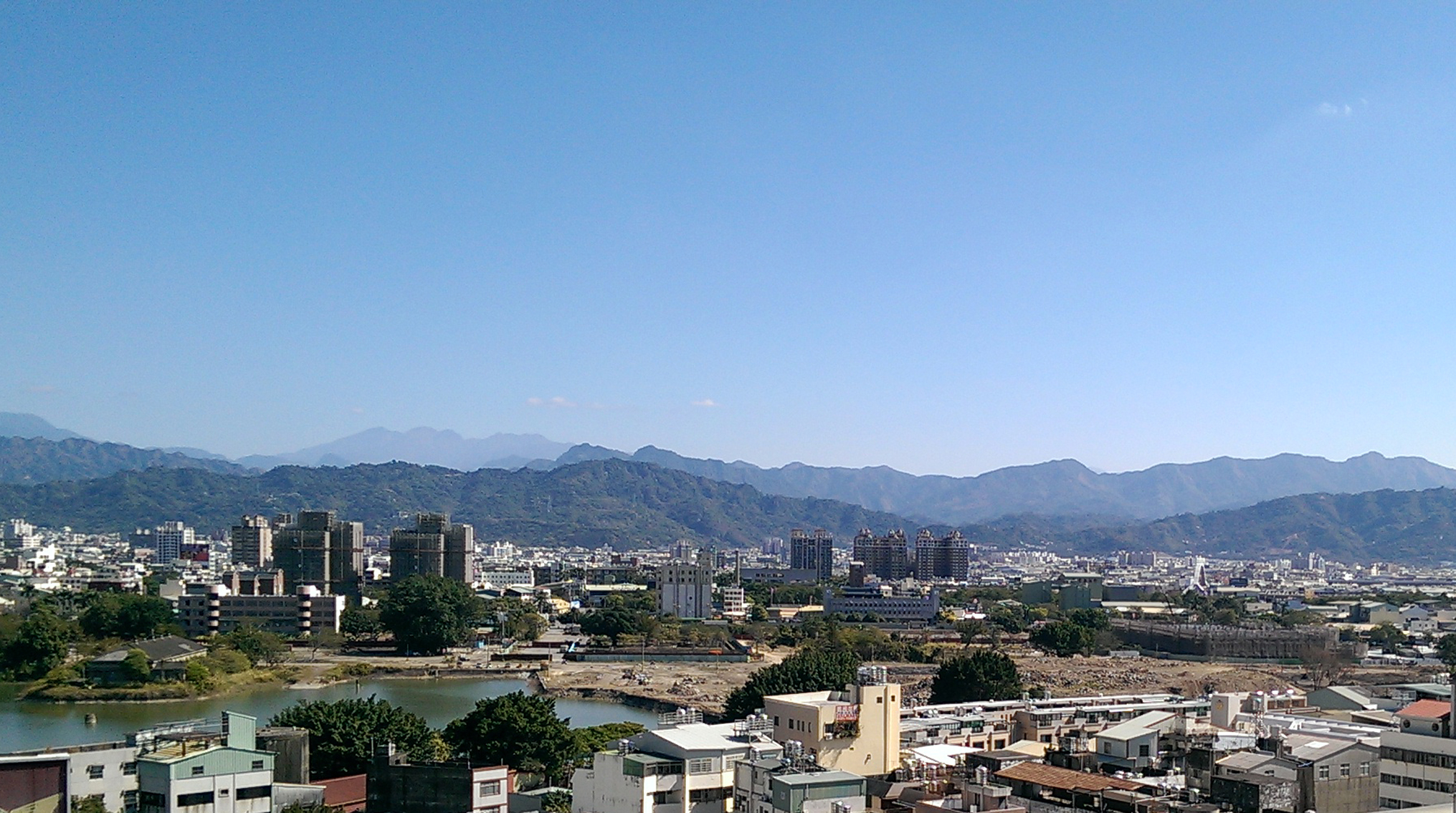
臺中糖廠區段徵收，左側為臺中糖廠房，右為建國市場新建工程

帝國製糖廠臺中營業所，為1912年帝國製糖株式會社所設立之臺中工場，戰後成為臺灣糖業公司臺中糖廠，1990年11月關廠並陸續拆除製糖工廠和原廠區內多數建築，現僅存原臺中營業所辦公廳舍。2013年正式進入土地開發案，糖廠區段徵收開發案總面積約22公頃，其中生態池與廠房周邊規劃為6.09公頃公園）後，可開發面積約有15.32公頃，其中8.88公頃歸劃為商業區，臺糖取得7.7公頃，2016年3月土地開發完成後展開招商。2019年年底建築修復完成，並正名為帝國製糖廠臺中營業所，與公園（臺中帝國糖廠湖濱公園）部分區域一同開放。

## 歷史

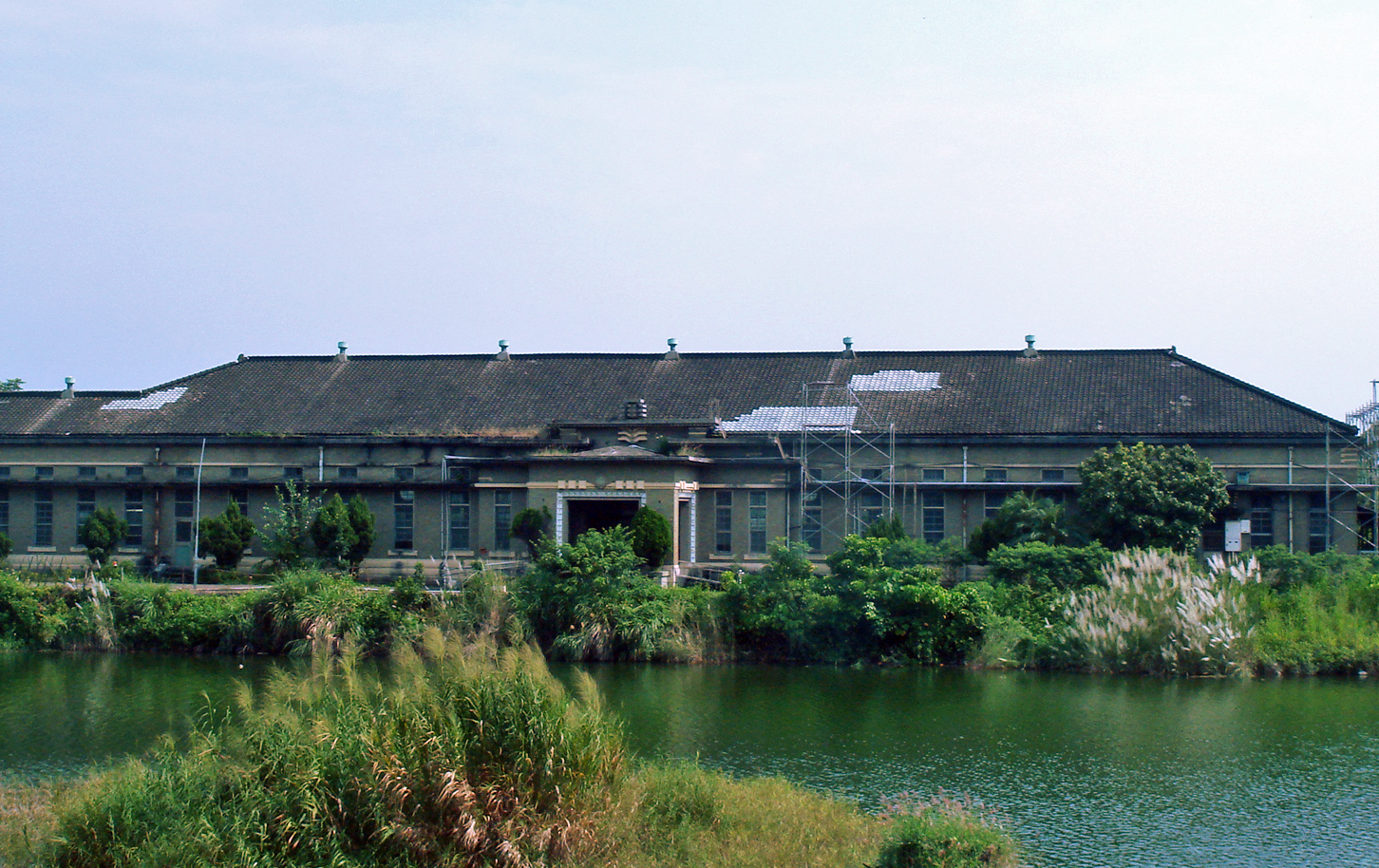
糖廠營業所整修前樣貌

2017年修復中樣貌

### 廠區時期
1912年，帝國製糖株式會社於臺中廳廳直隸臺中區興建「臺中製糖所」，每日壓榨甘蔗量為1,500公噸。
1945年中華民國接管臺灣後，更名為「臺中糖廠」，先後由臺灣糖業監理委員會、臺灣糖業接收委員會管理。1946年9月，臺灣糖業公司成立後採取分公司制度，臺中糖廠歸臺灣糖業公司第一區分公司管理。並曾在1946年恢復因為戰爭而中斷的棒球隊，在當時所有成立棒球隊的糖廠相比之下較為強勁。
1950年7月1日，分公司制改為總廠制度，臺中糖廠改為「臺中總廠」（含潭子、烏日工場）並督導月眉、新竹（含苗栗工場）、埔里、溪湖（含彰化工場）、南投、溪州等廠。1967年7月，再改為大廠制，臺中總廠劃歸臺中區。1969年7月，臺中區因原料不繼被撤銷，臺中總廠因降為一般糖廠而更名為「臺中糖廠」，月眉糖廠改為臺中糖廠第二工場，臺中糖廠並改為直屬總公司。
1990年11月1日，臺中糖廠停止壓榨甘蔗，1992年將營業所門口的石狛犬移置月眉糖廠，後於1993年停產關閉。

### 土地轉型停滯期
1997年，威京總部集團依據《經濟部所屬國營事業提供土地出租及設定地上權辦法》標得臺中糖廠土地使用權，原計劃改建為「中華城購物中心」。2000年，開始動工開挖地下室，並預定於2003年開幕。2001年，納莉颱風毀壞除了結構體以外的工程。使得地下室演變成為現在的生態池。2003年，威京公司答稱計劃有變，暫緩施工。2005年，威京公司確定放棄中華城開發案，土地交還臺糖。
2006年9月，臺糖第四度招商由德安百貨取得開發權，德安規劃以住商混合模式開發。2007年，又因法令限制被迫中止開發；7月13日，臺中市文化局將臺中糖廠廠房以「帝國製糖臺中營業所」之名登錄為臺中市歷史建築。

### 土地正式開發期
2012年，糖廠土地已暫由臺中市政府派員進駐管理。臺中市體育會臺中市帆船協會後向市府申請湖區作為練習場地，同意後成為臺中市唯一的帆船練習場。2013年2月，建國市場遷建案於臺中糖廠區正式動工；9月，臺中市政府完成地目變更和區段徵收後，開始啟動「臺中糖廠區段徵收開發案」，臺糖領回合計7.7公頃的五塊土地。2016年3月徵收工程竣工，6月生態湖景觀整治工程開工，9月建國市場啟用。
2017年5月，歷史建築帝國糖廠臺中營業所及湖濱生態公園規劃為台中產業文化園區開始整修，並以促參OT方式公開招商，結果由聖僑資訊事業股份有限公司@STUDIO文創取得營運權。
2019年3月27日，日本三井不動產正式與台灣糖業公司簽定地上權契約，將使用湖濱生態公園旁的C、E區土地興建LaLaport台中（暫稱）親子型的大型購物中心。同年12月18日帝國糖廠臺中營業所正式對外開放。
2020年6月，LaLaport台中（暫稱）動工，預計2023年開幕。同年7月28日，放置在月眉糖廠的石狛犬移回臺中營業所原處。10月21，中華民國文化部宣佈國家漫畫博物館初步擇定「帝國製糖廠臺中營業所」及「台鐵新民街倉庫群（臺中驛第一貨物倉庫群新民街8-10號與11-17號倉庫）」兩處作為設置地點，未來以軟硬體籌備並行，逐步籌設國家級漫畫博物館。

## 建築設計

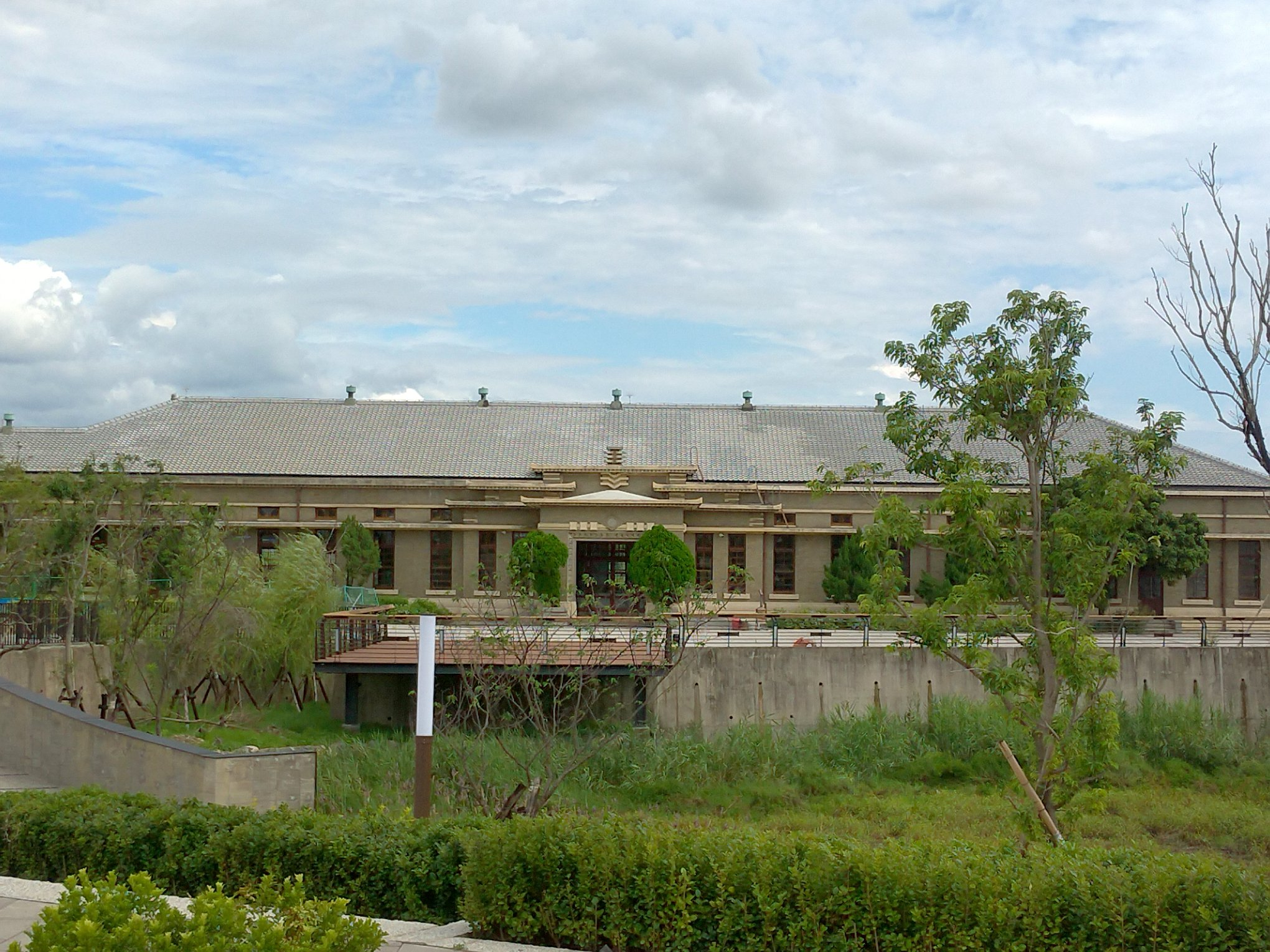
2019年修復完成樣貌

### 外觀
帝國製糖廠臺中營業所為一字形建築，屋面鋪設有寄棟式瓦頂且在屋頂出簷尾端具略微翹起，車寄則為平屋頂且開口部有幾何形飾帶，整體成1930年代流行之裝飾藝術風格。建築正面鑲有戰後新增之臺灣糖業公司（Taiwan Sugar Corporation）英文縮寫「TSC」字樣，屋脊上方則有調適室溫之通風器，屋身貼有國防色瓷磚和米色仿石基座，同時設有細長開口部窗戶及水平雨庇作為採光及避雨之設計。

### 室內
帝國製糖廠臺中營業所室內中央區域為對外營運場所，擁有挑高天花版，前後入口處皆設有走廊，當中兩側空間為不對稱式設計，東側為正副廠長辦公室，西側為普通職員辦公室。走廊舖有菱格狀洗石子地坪，主要大廳及西側辦公室分別採用水泥粉光地坪及磨石子地坪式設計。

## 原鐵道路線

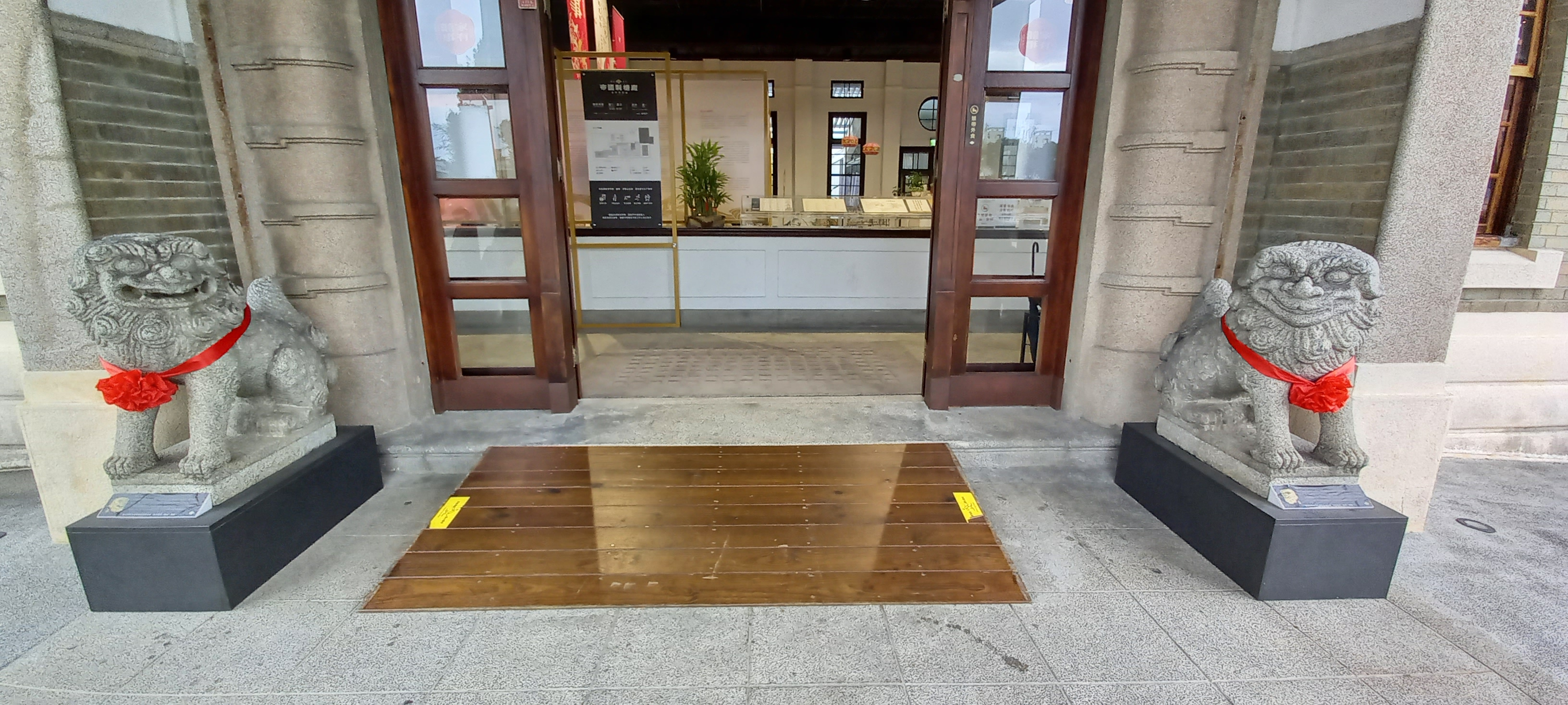
2020年石狛犬回老位置

- 中濁線 （1959年8月前屬於南北平行預備線，於1961年被拆除）
- 中寮線
- 聚興線
- 喀哩線
- 南屯線[22][23]

## 原廠區開發情況
- 臺中市東區樂業國民小學（前身為私立臺糖小學、市立臺糖國校，開發前已存在）
- 台中建國市場（2016年9月啟用）
- 臺中帝國糖廠湖濱公園（台中營業所與星泉湖區，已開發部分區域）[24]
- LaLaport台中（共建兩棟建築:南館、北館營運中，其中南館啟用於2023年1月17日。）

## 外部連結
- 臺糖全球中文入口網（页面存档备份，存于）
- 台中糖廠 - 台灣製糖工廠百年文史地圖 （页面存档备份，存于）
- 歷史建築帝國製糖臺中營業所 / 大塘廠
- 帝國製糖會社台中營業所
- 帝國製糖廠臺中營業所暨附屬設施——文化部文化資產局（页面存档备份，存于）